# AMRO Bank
AMRO Bank (сокр. от Amsterdamsche en Rotterdamsche Bank) — несуществующий ныне акционерный коммерческий банк Нидерландов. Банк был основан в 1964 году слиянием Amsterdamsche Bank и Rotterdamsche Bank. В 1991 году слиянием AMRO Bank и Algemene Bank Nederland был основан банк ABN AMRO.

## Деятельность
На конец 1968 года основной капитал AMRO Bank составлял 200 млн гульденов, депозиты — свыше 8 млрд. В 1962—1967 годах банк выплачивал дивиденды в размере 14 % на каждую акцию. Имел две главные конторы — в Амстердаме и Роттердаме и 550 отделений в стране.
AMRO Bank принадлежал дочерний Амстердамский банк для Бельгии в Антверпене с капиталом в 325 млн бельгийских франков и депозитами в 1,5 млрд. AMRO Bank принимал участие в ряде промышленных, транспортных и торговых объединений и отдельных предприятий. Особенно тесно был связан с алмазной промышленностью Нидерландов и Бельгии, концернами Unilever и Philips, крупными судоходными компаниями.
Банк занимался учредительской деятельностью и посредничеством в эмиссии акций и облигаций. AMRO Bank предоставлял краткосрочные и среднесрочные кредиты всем отраслям хозяйства, финансировал внешнюю торговлю, вёл операции по покупке, продаже, обмену валют, осуществлял международные расчёты.